# 访问中华人民共和国的各国政府首脑列表 (21世纪20年代)
访问中华人民共和国的各国政府首脑列表收录中华人民共和国21世纪20年代以来，各国政府首脑来华所进行的外交访问。

## 2020年
| 政府首脑称号 | 来访者      | 邀请者               | 日期        | 访问类型 | 简介↑                                                    |
| ------------ | ----------- | -------------------- | ----------- | -------- | -------------------------------------------------------- |
| 政府总理     | 通伦·西苏里 | 中国国务院总理李克强 | 1月5日至9日 | 正式访问 | 对中华人民共和国进行正式访问。                           |
| 柬埔寨首相   | 洪森        |                      | 2月5日      | 工作访问 | 对中华人民共和国进行访问。此访适逢2019新型冠状病毒疫情。 |

## 2022年
| 政府首脑称号 | 来访者          | 邀请者               | 日期         | 访问类型 | 简介↑                                                          |
| ------------ | --------------- | -------------------- | ------------ | -------- | -------------------------------------------------------------- |
| 蒙古国总理   | 奥云额尔登      |                      | 2月3日至8日  | 出席赛会 | 来华出席北京冬奥会开幕式。                                     |
| 总理         | 詹姆斯·马拉佩   |                      | 2月3日至日   | 出席赛会 | 来华出席北京冬奥会开幕式。抵京后其COVID-19核酸检测结果呈阳性。 |
| 巴基斯坦总理 | 伊姆兰·汗       |                      | 2月3日至6日  | 出席赛会 | 来华出席北京冬奥会开幕式。                                     |
| 部长会议主席 | 佐兰·泰盖尔蒂亚 |                      | 2月3日至日   | 出席赛会 | 来华出席北京冬奥会开幕式。                                     |
| 巴基斯坦总理 | 夏巴兹·谢里夫   | 中国国务院总理李克强 | 11月1日至2日 | 正式访问 | 对中华人民共和国进行正式访问。                                 |
| 德国总理     | 奥拉夫·朔尔茨   | 中国国务院总理李克强 | 11月4日      | 正式访问 | 对中华人民共和国进行正式访问。                                 |

## 2023年
| 政府首脑称号   | 来访者                | 邀请者                                | 日期            | 访问类型 | 简介↑                                                                                        |
| -------------- | --------------------- | ------------------------------------- | --------------- | -------- | -------------------------------------------------------------------------------------------- |
| 柬埔寨首相     | 洪森                  | 中国国务院总理李克强                  | 2月9日至11日    | 正式访问 | 对中华人民共和国进行正式访问。                                                               |
| 新加坡总理     | 李显龙                | 中国国务院总理李强                    | 3月27日至4月1日 | 正式访问 | 对中华人民共和国进行正式访问，并出席博鳌亚洲论坛2023年年会。                                 |
| 西班牙首相     | 佩德罗·桑切斯         | 中国国务院总理李强                    | 3月30日至31日   | 正式访问 | 对中华人民共和国进行正式访问，并出席博鳌亚洲论坛2023年年会。                                 |
| 马来西亚总理   | 安瓦尔·易卜拉欣       | 中国国务院总理李强                    | 3月29日至4月1日 | 正式访问 | 对中华人民共和国进行正式访问，并出席博鳌亚洲论坛2023年年会。                                 |
| 总理           | 帕特里克·阿希         | 中国国务院总理李强                    | 3月28日至31日   | 出席会议 | 来华出席博鳌亚洲论坛2023年年会。                                                             |
| 俄羅斯总理     | 米哈伊尔·米舒斯京     | 中国国务院总理李强                    | 5月23日至24日   | 正式访问 | 对中华人民共和国进行正式访问。                                                               |
| 总理           | 米亚·莫特利           | 中国国务院总理李强                    | 6月24日至27日   | 正式访问 | 对中华人民共和国进行正式访问，并出席第十四届夏季达沃斯论坛。                                 |
| 蒙古国总理     | 奥云额尔登            | 中国国务院总理李强                    | 6月26日至7月1日 | 正式访问 | 对中华人民共和国进行正式访问，并出席第十四届夏季达沃斯论坛。                                 |
| 新西兰总理     | 克里斯·希普金斯       | 中国国务院总理李强                    | 6月25日至30日   | 正式访问 | 对中华人民共和国进行正式访问，并出席第十四届夏季达沃斯论坛。                                 |
| 越南总理       | 范明政                | 中国国务院总理李强                    | 6月25日至28日   | 正式访问 | 对中华人民共和国进行正式访问，并出席第十四届夏季达沃斯论坛。                                 |
| 所罗门群岛总理 | 梅纳西·索加瓦雷       | 中国国务院总理李强                    | 7月9日至15日    | 正式访问 | 对中华人民共和国进行正式访问。                                                               |
| 总理           | 伊拉克利·加里巴什维利 |                                       | 7月26日至8月1日 | 出席赛会 | 来华出席成都第31届世界大学生夏季运动会开幕式。                                               |
| 斯里蘭卡总理   | 迪内什·古纳瓦德纳     |                                       | 8月15日至16日   | 出席展会 | 来华出席第7届中国—南亚博览会。                                                               |
| 总理           | 阿克尔别克·扎帕罗夫   |                                       | 8月16日至19日   | 出席展会 | 来华出席2023（中国）亚欧商品贸易博览会并访问新疆。                                           |
| 柬埔寨首相     | 洪玛奈                | 中国国务院总理李强                    | 9月14日至17日   | 正式访问 | 对中华人民共和国进行正式访问，并出席第20届中国—东盟博览会和中国—东盟商务与投资峰会。         |
| 总理           | 宋赛                  |                                       | 9月16日至17日   | 出席展会 | 来华出席第20届中国—东盟博览会和中国—东盟商务与投资峰会。                                     |
| 马来西亚总理   | 安瓦尔·易卜拉欣       |                                       | 9月16日至17日   | 出席展会 | 来华出席第20届中国—东盟博览会和中国—东盟商务与投资峰会。                                     |
| 越南总理       | 范明政                |                                       | 9月16日至17日   | 出席展会 | 来华出席第20届中国—东盟博览会和中国—东盟商务与投资峰会。                                     |
| 尼泊尔总理     | 普拉昌达              | 中国国务院总理李强                    | 9月23日至30日   | 正式访问 | 对中华人民共和国进行正式访问，并出席杭州第19届亚洲运动会开幕式。                             |
| 东帝汶总理     | 夏纳纳·古斯芒         |                                       | 9月22日至23日   | 出席赛会 | 来华出席杭州第19届亚洲运动会开幕式。                                                         |
| 国务总理       | 韩德洙                |                                       | 9月22日至23日   | 出席赛会 | 来华出席杭州第19届亚洲运动会开幕式。                                                         |
| 总理           | 阿卜杜拉·阿里波夫     |                                       | 10月8日         | 出席赛会 | 来华出席杭州第19届亚洲运动会闭幕式。                                                         |
| 泰國总理       | 赛塔·他威信           | 香港行政长官李家超                    | 10月8日至10日   | 正式访问 | 对中华人民共和国香港特别行政区进行正式访问。                                                 |
| 总理           | 詹姆斯·马拉佩         | 中国国务院总理李强                    | 10月15日至19日  | 正式访问 | 对中华人民共和国进行正式访问，并出席第三届“一带一路”国际合作高峰论坛，并顺访香港特别行政区。 |
| 匈牙利总理     | 欧尔班·维克多         | 中国国务院总理李强                    | 10月16日至日    | 正式访问 | 对中华人民共和国进行正式访问，并出席第三届“一带一路”国际合作高峰论坛。                       |
| 衣索比亞总理   | 阿比·艾哈迈德·阿里    | 中国国家主席习近平 中国国务院总理李强 | 10月15日至21日  | 正式访问 | 对中华人民共和国进行正式访问，并出席第三届“一带一路”国际合作高峰论坛。                       |
| 泰國总理       | 赛塔·他威信           | 中国国家主席习近平 中国国务院总理李强 | 10月16日至19日  | 正式访问 | 对中华人民共和国进行正式访问，并出席第三届“一带一路”国际合作高峰论坛。                       |
| 柬埔寨首相     | 洪玛奈                |                                       | 10月16日至日    | 出席会议 | 来华出席第三届“一带一路”国际合作高峰论坛。                                                   |
| 埃及总理       | 穆斯塔法·马布里       |                                       | 10月16日至日    | 出席会议 | 来华出席第三届“一带一路”国际合作高峰论坛。                                                   |
| 巴基斯坦总理   | 安瓦尔·哈克·卡卡尔    | 中国国家主席习近平                    | 10月16日至20日  | 出席会议 | 来华出席第三届“一带一路”国际合作高峰论坛。                                                   |
| 莫桑比克总理   | 阿德里亚诺·马莱阿内   |                                       | 10月17日至日    | 出席会议 | 来华出席第三届“一带一路”国际合作高峰论坛。                                                   |
| 希腊总理       | 基里亚科斯·米佐塔基斯 | 中国国务院总理李强                    | 11月2日至3日    | 正式访问 | 对中华人民共和国进行正式访问。                                                               |
| 总理           | 安东尼·阿尔巴尼斯     | 中国国务院总理李强                    | 11月4日至7日    | 正式访问 | 对中华人民共和国进行正式访问，并出席第六届中国国际进口博览会。                               |
| 古巴总理       | 曼努埃尔·马雷罗       |                                       | 11月2日至9日    | 出席活动 | 来华出席第六届中国国际进口博览会。                                                           |
| 总理           | 斯迈洛夫              |                                       | 11月4日至5日    | 出席活动 | 来华出席第六届中国国际进口博览会。                                                           |
| 塞爾維亞总理   | 阿娜·布尔纳比奇       |                                       | 11月3日至6日    | 出席活动 | 来华出席第六届中国国际进口博览会。                                                           |

## 2024年
| 政府首脑称号           | 来访者                 | 邀请者             | 日期              | 访问类型 | 简介↑                                                                      |
| ---------------------- | ---------------------- | ------------------ | ----------------- | -------- | -------------------------------------------------------------------------- |
| 比利时首相             | 亞歷山大·德克羅        | 中国国务院总理李强 | 1月11日至12日     | 正式访问 | 对中华人民共和国进行正式访问。                                             |
| 安地卡及巴布達总理     | 賈斯頓·布朗            | 中国国务院总理李强 | 1月22日至28日     | 正式访问 | 对中华人民共和国进行正式访问。                                             |
| 总理                   | 阿克尔别克·扎帕罗夫    |                    | 3月1日至2日       | 正式访问 | 访问新疆。                                                                 |
| 总理                   | 阿卜杜拉·阿里波夫      |                    | 3月1日至2日       | 正式访问 | 访问新疆。                                                                 |
| 多米尼克总理           | 罗斯福·斯凯里特        | 中国国务院总理李强 | 3月23日至29日     | 正式访问 | 对中华人民共和国进行正式访问，并出席博鳌亚洲论坛2024年年会。               |
| 斯里蘭卡总理           | 迪内什·古纳瓦德纳      | 中国国务院总理李强 | 3月25日至30日     | 正式访问 | 对中华人民共和国进行正式访问，并出席博鳌亚洲论坛2024年年会。               |
| 荷蘭首相               | 马克·吕特              | 中国国务院总理李强 | 3月26日至27日     | 工作访问 | 对中华人民共和国进行工作访问，此访适逢荷兰宣布承认中华人民共和国74周年。   |
| 德国总理               | 奥拉夫·朔尔茨          | 中国国务院总理李强 | 4月15日至16日     | 正式访问 | 对中华人民共和国进行正式访问。                                             |
| 泰國总理               | 赛塔·他威信            | 瑞银集团高管       | 5月28日至29日     | 访问     | 来香港出席第27届瑞银亚洲投资论坛。                                         |
| 利比亞民族统一政府总理 | 阿卜杜勒·哈米德·德贝巴 |                    | 5月29日至31日     | 出席会议 | 来华出席中国—阿拉伯国家合作论坛第十届部长级会议。                          |
| 巴基斯坦总理           | 夏巴兹·谢里夫          | 中国国务院总理李强 | 6月4日至8日       | 正式访问 | 对中华人民共和国进行正式访问。                                             |
| 越南总理               | 范明政                 | 中国国务院总理李强 | 6月24日至27日     | 工作访问 | 来华出席第十五届夏季达沃斯论坛，并对中国进行工作访问。                     |
| 总理                   | 阿克尔别克·扎帕罗夫    |                    | 6月25日至26日     | 出席活动 | 来新疆出席第八届中国—亚欧博览会。                                          |
| 总理                   | 阿卜杜拉·阿里波夫      |                    | 6月25日至26日     | 出席活动 | 来新疆出席第八届中国—亚欧博览会。                                          |
| 总理                   | 谢赫·哈西娜            | 中国国务院总理李强 | 7月8日至10日      | 正式访问 | 对中华人民共和国进行正式访问。                                             |
| 总理                   | 夏洛特·萨尔维          | 中国国务院总理李强 | 7月7日至12日      | 正式访问 | 对中华人民共和国进行正式访问。                                             |
| 匈牙利总理             | 欧尔班·维克托          | 中国国务院总理李强 | 7月8日            | 访问     | 对中华人民共和国进行访问。                                                 |
| 所罗门群岛总理         | 杰里迈亚·马内莱        | 中国国务院总理李强 | 7月9日至15日      | 正式访问 | 对中华人民共和国进行正式访问。                                             |
| 義大利总理             | 焦尔吉娅·梅洛尼        | 中国国务院总理李强 | 7月27日至31日     | 正式访问 | 对中华人民共和国进行正式访问。                                             |
| 斐济总理               | 西蒂维尼·兰布卡        | 中国国务院总理李强 | 8月12日至21日     | 正式访问 | 对中华人民共和国进行正式访问。                                             |
| 总理                   | 卡米勒                 |                    | 8月21日至23日     |          | 访问上海、香港。                                                           |
| 賴索托首相             | 萨姆·马特凯恩          | 中国国务院总理李强 | 9月2日至          | 出席会议 | 来华出席中非合作论坛北京峰会。                                             |
| 尼日尔总理             | 泽内                   | 中国国务院总理李强 | 9月2日至          | 出席会议 | 来华出席中非合作论坛北京峰会。                                             |
| 突尼西亞总理           | 卡迈勒·马杜里          | 中国国务院总理李强 | 9月3日至          | 出席会议 | 来华出席中非合作论坛北京峰会。                                             |
| 总理                   | 乌利塞斯·科雷亚·席尔瓦 | 中国国务院总理李强 | 9月3日至          | 出席会议 | 来华出席中非合作论坛北京峰会。                                             |
| 埃及总理               | 穆斯塔法·马德布利      | 中国国务院总理李强 | 9月3日至          | 出席会议 | 来华出席中非合作论坛北京峰会。                                             |
| 布吉納法索总理         | 基耶朗                 | 中国国务院总理李强 | 9月3日至          | 出席会议 | 来华出席中非合作论坛北京峰会。                                             |
| 摩洛哥首相             | 阿齐兹·阿汉努什        | 中国国务院总理李强 | 9月4日至          | 出席会议 | 来华出席中非合作论坛北京峰会。                                             |
| 聖多美和普林西比总理   | 帕特里斯·特罗瓦达      | 中国国家主席习近平 | 9月4日至7日       | 正式访问 | 对中华人民共和国进行正式访问，并出席中非合作论坛北京峰会。                 |
| 衣索比亞总理           | 阿比·艾哈迈德          | 中国国务院总理李强 | 9月4日至          | 正式访问 | 对中华人民共和国进行正式访问，并出席中非合作论坛北京峰会。                 |
| 西班牙首相             | 佩德罗·桑切斯          | 中国国务院总理李强 | 9月8日至12日      | 正式访问 | 对中华人民共和国进行正式访问。                                             |
| 挪威首相               | 约纳斯·加尔·斯特勒     | 中国国务院总理李强 | 9月9日至11日      | 正式访问 | 对中华人民共和国进行正式访问。此访适逢中华人民共和国和挪威王国建交70周年。 |
| 斯洛伐克总理           | 罗贝尔特·菲佐          | 中国国务院总理李强 | 10月31日至11月5日 | 正式访问 | 对中华人民共和国进行正式访问，并出席第七届中国国际进口博览会。             |
| 马来西亚总理           | 安瓦尔·易卜拉欣        | 中国国务院总理李强 | 11月4日至7日      | 工作访问 | 对中华人民共和国进行工作访问，并出席第七届中国国际进口博览会。             |
| 总理                   | 阿卜杜拉·阿里波夫      | 中国国务院总理李强 | 11月              | 出席会议 | 来华出席第七届中国国际进口博览会。                                         |
| 总理                   | 奥尔扎斯·别克捷诺夫    | 中国国务院总理李强 | 11月              | 出席会议 | 来华出席第七届中国国际进口博览会。                                         |
| 蒙古国总理             | 奥云额尔登             | 中国国务院总理李强 | 11月              | 出席会议 | 来华出席第七届中国国际进口博览会。                                         |
| 塞爾維亞总理           | 米洛什·武切维奇        | 中国国务院总理李强 | 11月              | 出席会议 | 来华出席第七届中国国际进口博览会。                                         |
| 越南总理               | 范明政                 |                    | 11月              | 出席会议 | 来华出席大湄公河次区域经济合作第八次领导人会议。                           |
| 柬埔寨首相             | 洪玛奈                 |                    | 11月              | 出席会议 | 来华出席大湄公河次区域经济合作第八次领导人会议。                           |
| 总理                   | 宋赛·西潘敦            |                    | 11月              | 出席会议 | 来华出席大湄公河次区域经济合作第八次领导人会议。                           |
| 泰國总理               | 佩通坦·钦那瓦          |                    | 11月              | 出席会议 | 来华出席大湄公河次区域经济合作第八次领导人会议。                           |
| 萨摩亚总理             | 菲娅梅·内奥米·马塔阿法 | 中国国务院总理李强 | 11月20日至28日    | 正式访问 | 对中华人民共和国进行正式访问。                                             |
| 尼泊尔总理             | 奥利                   | 中国国务院总理李强 | 12月2日至5日      | 正式访问 | 对中华人民共和国进行正式访问。                                             |

## 2025年
| 政府首脑称号     | 来访者                  | 邀请者             | 日期          | 访问类型 | 简介↑                                                          |
| ---------------- | ----------------------- | ------------------ | ------------- | -------- | -------------------------------------------------------------- |
| 格瑞那達总理     | 迪根·米切尔             | 中国国务院总理李强 | 1月11日至17日 | 正式访问 | 对中华人民共和国进行正式访问。                                 |
| 泰國总理         | 佩通坦·钦那瓦           | 中国国务院总理李强 | 2月5日至8日   | 正式访问 | 对中华人民共和国进行正式访问，出席2025年亚洲冬季运动会开幕式。 |
| 庫克群島总理     | 马克·布朗               |                    | 2月10日至16日 | 出席活动 | 来华出席2025年亚洲冬季运动会闭幕式。                           |
| 蒙古国总理       | 奥云额尔登              | 2月13日至15日      |               | 出席活动 | 来华出席2025年亚洲冬季运动会闭幕式。                           |
| 临时政府首席顾问 | 穆罕默德·尤努斯         | 中华人民共和国政府 | 3月26日至29日 | 出席会议 | 来华出席博鳌亚洲论坛2025年年会并顺访北京。                     |
| 总理             | 宋赛·西潘敦             |                    | 3月27日左右   | 出席会议 | 来华出席博鳌亚洲论坛2025年年会。                               |
| 西班牙首相       | 佩德罗·桑切斯           | 中国国务院总理李强 | 4月10日至11日 |          | 对中华人民共和国进行访问。                                     |
| 东帝汶总理       | 夏纳纳·古斯芒           |                    | 4月13日至16日 |          | 访问湖南。                                                     |
| 总理             | 阿卜杜拉·阿里波夫       |                    | 4月30日       |          | 出席中国新疆—乌兹别克斯坦经贸合作交流会。                      |
| 纽埃总理         | 道尔顿·塔格拉吉         |                    | 5月28日至29日 | 出席会议 | 来华出席第三次中国—太平洋岛国外长会。                          |
| 乌干达总理       | 罗宾娜·纳班贾           |                    | 6月12日       | 出席会议 | 来华出席第四届中国—非洲经贸博览会。                            |
| 新西兰总理       | 克里斯托弗·拉克森       | 中国国务院总理李强 | 6月17日至20日 | 正式访问 | 对中华人民共和国进行正式访问。                                 |
| 新加坡总理       | 黃循財                  | 中国国务院总理李强 | 6月22日至26日 | 正式访问 | 对中华人民共和国进行正式访问，期间出席第十六届夏季达沃斯论坛。 |
| 越南总理         | 范明政                  |                    | 6月24日至25日 | 出席会议 | 出席第十六届夏季达沃斯论坛                                     |
| 总理             | 阿德尔别克·卡瑟马利耶夫 |                    | 6月24日至25日 | 出席会议 | 出席第十六届夏季达沃斯论坛                                     |
| 塞内加尔总理     | 奥斯曼·松科             |                    | 6月24日至25日 | 出席会议 | 出席第十六届夏季达沃斯论坛                                     |
| 总理             | 安东尼·阿尔巴尼斯       | 中国国务院总理李强 | 7月12日至18日 | 正式访问 | 对中华人民共和国进行正式访问                                   |
| 印度总理         | 纳伦德拉·莫迪           |                    | 8月           |          |                                                                |
| 尼泊尔总理       | 奥利                    |                    | 8月           |          |                                                                |
| 斯洛伐克总理     | 罗贝尔特·菲佐           |                    | 9月           |          |                                                                |
| 马来西亚总理     | 安瓦尔·易卜拉欣         |                    | 9月           |          |                                                                |